# John Olivas
John Daniel Olivas, detto Danny (Hollywood, 25 maggio 1966), è un ex astronauta e ingegnere statunitense. Ha partecipato alle missioni spaziali Shuttle STS-117 e STS-128 come specialista di missione.